# Bernard Allison

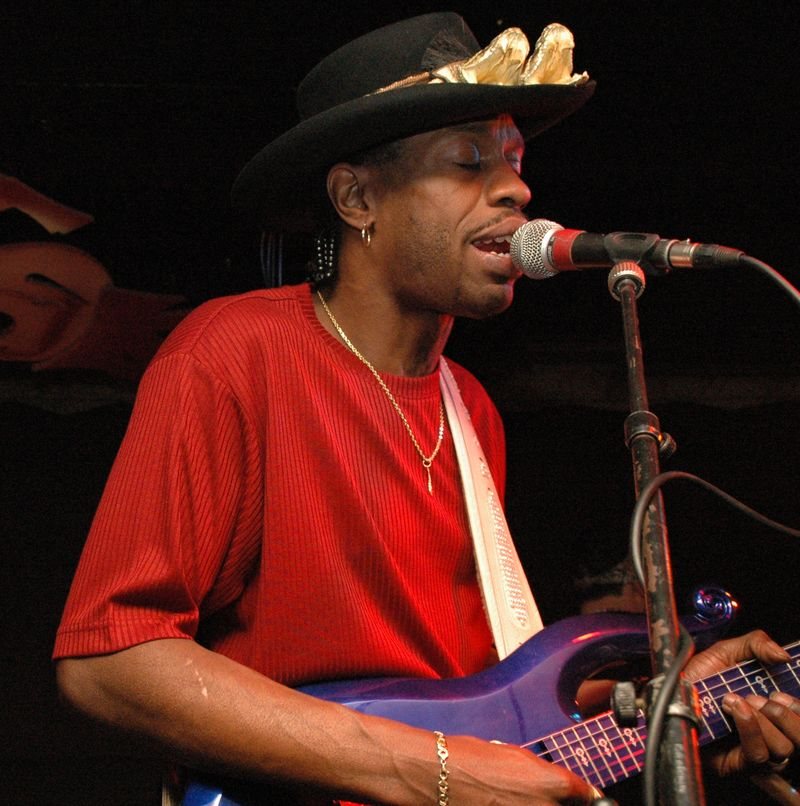
Bernard Allison (2007)

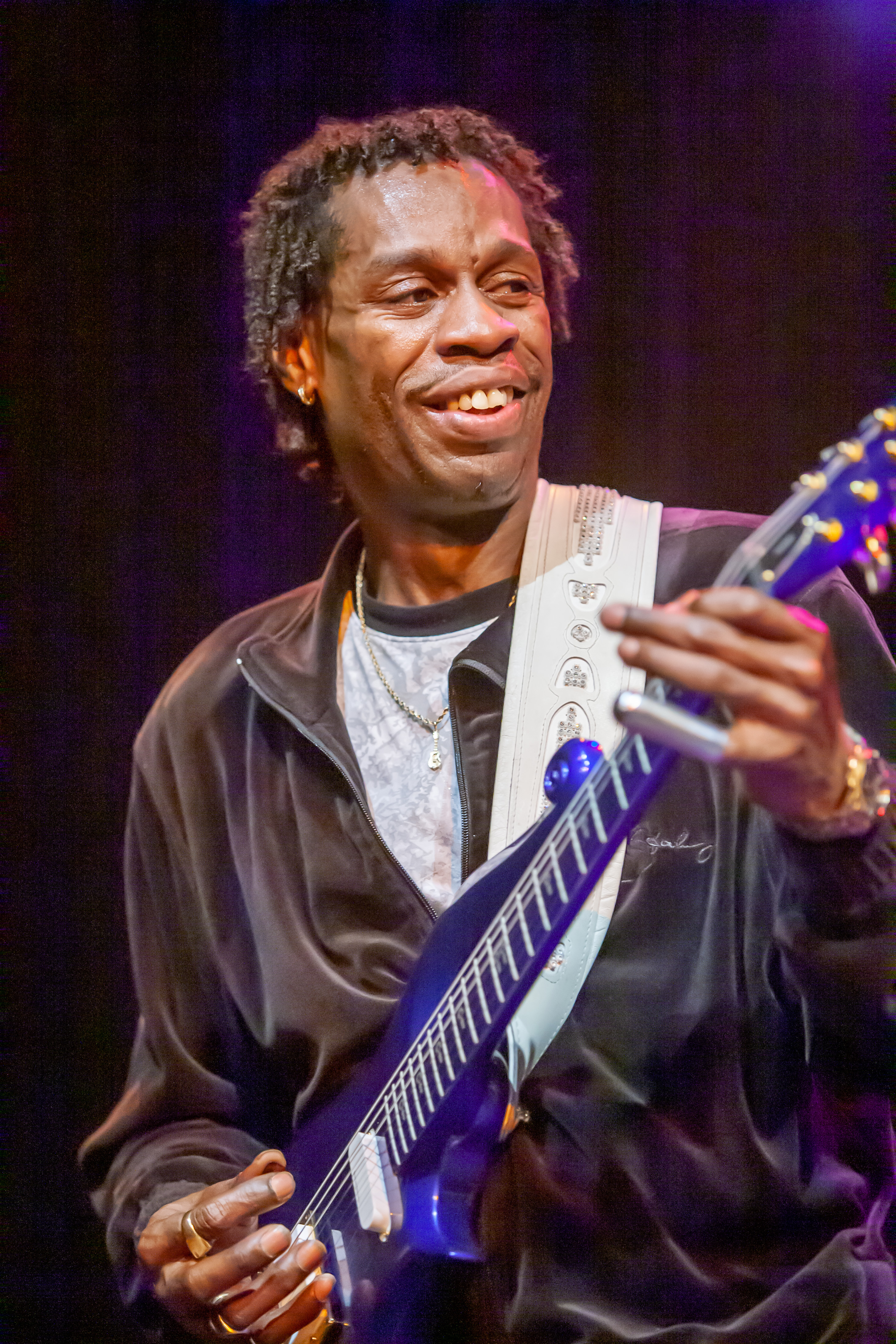
Bernard Allison (2008)

Bernard Allison (* 26. November 1965 in Chicago, Illinois) ist ein US-amerikanischer Blues-Gitarrist, Sänger und Songschreiber.

## Leben
Bernard, das jüngste von neun Kindern der Blues-Legende Luther Allison, spielte mit 13 Jahren zum ersten Mal bei einer Live-Aufnahme seines Vaters mit. Nach dem Schulabschluss spielte er in Koko Taylors Band Blues Machine und bei Willie Dixons Blues All-Stars. Mit seinem Vater trat er bei Blues-Festivals auf. Zu seinen Lehrmeistern gehörten auch Johnny Winter und Stevie Ray Vaughan.
1989 zog Allison nach Paris, um dort zu leben und mit seinem Vater aufzutreten. Im selben Jahr hatten die beiden einen begeisternden Auftritt beim Chicago Blues Festival, zu hören auf dem Album Let’s Try It Again von Luther Allison.
1990 erschien Bernard Allisons erstes Soloalbum. 1999, zwei Jahre nach dem Tod seines Vaters, ging Allison in die Vereinigten Staaten zurück, wo er mit seiner Familie heute in Minneapolis im US-Bundesstaat Minnesota lebt.
Die weißen Kobras an dem Hut, mit dem er lange aufgetreten ist, haben eine besondere Geschichte: Nachdem er es abgelehnt hatte, einen solchen Hut mit einer Kobra zu tragen, da dies nur seinem verstorbenen Vater zustehe, schenkten ihm seine Fans einen Hut mit zwei Kobraköpfen, die in Blickrichtung aufgerichtet befestigt waren. Sie legten ihm nahe, die zweite Kobra sei die seines Vaters, die ihn seit dessen Tod begleite. Dies akzeptierte er und trat danach auch mit dieser Kopfbedeckung auf, bis er sich 2007 dazu entschloss, sich von dem Hut zu trennen. „Ich dachte einfach, dass es mal Zeit für eine Veränderung wäre“, sagte er dazu im selben Jahr in einem Interview mit dem deutschen Musikmagazin bluesnews.
Im September 2012 spielte Allison mit dem Schlagzeuger, Gitarristen, Sänger und dreimaligen Blues-Music-Award-Gewinner Cedric Burnside in den Winterland Studios in seinem Wohnort Minneapolis ein gemeinsames Album ein, das im Januar 2013 unter dem Titel Allison Burnside Express auf den Markt kam.

## Diskografie

### Alben
- 1990: The Next Generation
- 1992: Hang On
- 1994: No Mercy
- 1995: Funkifino
- 1996: No Mercy
- 1997: Born with the Blues
- 1998: Times Are Changing
- 2000: Across the Water
- 2002: Storms of Life
- 2003: Kentucky Fried Blues (live)
- 2004: Higher Power
- 2005: Triple Fret (zusammen mit Carl Weathersby und Larry McCray)
- 2006: Energized. Live in Europe (CD + DVD)
- 2007: Chills & Thrills
- 2009: The Otherside
- 2011: Live at the Jazzhaus (Doppel-CD)
- 2013: Allison Burnside Express (zusammen mit Cedric Burnside)
- 2015: In the Mix
- 2018: Let It Go
- 2020: Songs From The Road
- 2022: Highs & Lows

### Gastmusiker
- 1994: Luther Allison Hand Me Down My Moonshine
- 1997: Luther Allison Reckless
- 1999: Trudy Lynn U Don’t Know What Time It Is
- 1999: Luther Allison Funkifino
- 2002: Ana Popović Hush!
- 2002: Luther Allison Pay It Forward
- 2006: Walter Trout Full Circle
- 2020: Eddie Kold Band Chicago Alley Blues

### DVD
- Kentucky Fried Blues (2003)
- Energized. Live in Europe (2006)
- Live At The Jazzhaus (2011)